# Україна на Дитячому пісенному конкурсі Євробачення
Україна на Дитячому пісенному конкурсі «Євробачення» брала участь сімнадцять разів.
У 2009 році конкурс проходив у Києві, в Палаці спорту, де проходив пісенний конкурс «Євробачення-2005» . Ведучими були Ані Лорак і Тимур Мірошниченко, а в 2013 році конкурс удруге проходив у Києві в Палаці Україна. Ведучими були Злата Огнєвіч і Тимур Мірошниченко.

## Учасники
Умовні позначення
     Переможець
     Друге місце
     Третє місце
     Четверте місце
     П'яте місце
     Останнє місце
     Не брала участі
     Відмова від участі
| Рік  | Місце проведення | Виконавець          | Пісня                             | Фінал | Фінал |
| Рік  | Місце проведення | Виконавець          | Пісня                             | Місце | Бали  |
| ---- | ---------------- | ------------------- | --------------------------------- | ----- | ----- |
| 2006 | Бухарест         | Назар Слюсарчук     | «Хлопчик рок-н-рола»              | 9     | 58    |
| 2007 | Роттердам        | Ілона Галицька      | «Урок гламуру»                    | 9     | 56    |
| 2008 | Лімасол          | Вікторія Петрик     | «Матроси»                         | 2     | 135   |
| 2009 | Київ             | Андранік Алексанян  | «Три тополі, три сурми»           | 5     | 89    |
| 2010 | Мінськ           | Юлія Гурська        | «Мій літак»                       | 14    | 28    |
| 2011 | Єреван           | Kristall            | «Європа»                          | 11    | 42    |
| 2012 | Амстердам        | Анастасія Петрик    | «Небо»                            | 1     | 138   |
| 2013 | Київ             | Софія Тарасова      | «We Are One»                      | 2     | 121   |
| 2014 | Марса            | Sympho-Nick         | «Spring Will Come»                | 6     | 74    |
| 2015 | Софія            | Анна Трінчер        | «Почни з себе»                    | 11    | 38    |
| 2016 | Валетта          | Софія Роль          | «Planet Craves for Love»          | 14    | 30    |
| 2017 | Тбілісі          | Анастасія Багінська | «Не зупиняй»                      | 7     | 147   |
| 2018 | Мінськ           | Дарина Красновецька | «Say Love»                        | 4     | 182   |
| 2019 | Гливиці          | Софія Іванько       | «Коли здається»                   | 15    | 59    |
| 2020 | Варшава          | Олександр Балабанов | «Vidkryvai (Open Up)» (Відкривай) | 7     | 106   |
| 2021 | Париж            | Олена Усенко        | «Важіль»                          | 6     | 126   |
| 2022 | Єреван           | Злата Дзюнька       | «Незламна»                        | 9     | 111   |
| 2023 | Ніцца            | Анастасія Димид     | «Квітка»                          | 5     | 128   |
| 2024 | Мадрид           | Артем Котенко       | «Hear Me Now»                     | 3     | 203   |

## Бали (2006—2024)
| Отримано           | Отримано | Дано               | Дано |
| Країна             | Очок     | Країна             | Очок |
| ------------------ | -------- | ------------------ | ---- |
| Австралія          | 14       | Австралія          | 43   |
| Азербайджан        | 23       | Азербайджан        | 23   |
| Албанія            | 34       | Албанія            | 18   |
| Бельгія            | 22       | Бельгія            | 12   |
| Білорусь           | 96       | Білорусь           | 95   |
| Болгарія           | 33       | Болгарія           | 22   |
| Велика Британія    | 3        | Велика Британія    | 24   |
| Вірменія           | 78       | Вірменія           | 138  |
| Греція             | 13       | Греція             | ―    |
| Грузія             | 117      | Грузія             | 145  |
| Естонія            | 11       | Естонія            | 1    |
| Ізраїль            | 14       | Ізраїль            | 14   |
| Ірландія           | 35       | Ірландія           | 28   |
| Іспанія            | 37       | Іспанія            | 39   |
| Італія             | 27       | Італія             | 36   |
| Казахстан          | 23       | Казахстан          | 28   |
| Кіпр               | 28       | Кіпр               | 6    |
| Латвія             | ―        | Латвія             | 6    |
| Литва              | 18       | Литва              | 12   |
| Мальта             | 64       | Мальта             | 79   |
| Молдова            | 20       | Молдова            | 14   |
| Нідерланди         | 63       | Нідерланди         | 58   |
| Німеччина          | 20       | Німеччина          | 6    |
| Північна Македонія | 51       | Північна Македонія | 35   |
| Польща             | 64       | Польща             | 44   |
| Португалія         | 34       | Португалія         | 5    |
| Росія              | 82       | Росія              | 96   |
| Румунія            | 27       | Румунія            | 8    |
| Сан-Марино         | 16       | Сан-Марино         | 13   |
| Сербія             | 42       | Сербія             | 39   |
| Словенія           | 1        | Словенія           | 10   |
| Уельс              | 5        | Уельс              | ―    |
| Франція            | 18       | Франція            | 27   |
| Хорватія           | 10       | Хорватія           | 2    |
| Чорногорія         | 10       | Чорногорія         | ―    |
| Швеція             | 28       | Швеція             | 30   |

## Національний відбір

### 2006 рік
| №  | Учасник           | Вік | Пісня                |
| -- | ----------------- | --- | -------------------- |
| 1  | Юлія Шпакевич     | 14  | «Дівочі сни»         |
| 2  | Аліна Попова      | 14  | «Бистра ріка»        |
| 3  | Ольга Богатиренко | 14  | «Я злітаю до небес»  |
| 4  | Катерина Пащенко  | 11  | «І тато, і мама»     |
| 5  | Назар Слюсарчук   | 14  | «Хлопчик Рок-н-ролу» |
| 6  | Марія Степаненко  | 14  | «Кохання не вбивай»  |
| 7  | Вікторія Петрик   | 9   | «Гойдалка»           |
| 8  | Марія Яременко    | 13  | «Мій Човник»         |
| 9  | Юлія Гавриленко   | 9   | «Свято»              |
| 10 | Ілона Галицька    | 11  | «Разом ми»           |

### 2007 рік
- 01. Каращук Владислав «Моя гітара» — 10 місце
- 02. Група «Fresh time» «Моя планета» — 3 місце
- 03. Барабуля Христина «Пісня для всіх» — 12 місце
- 04. Бєлік Владислав «Подружка» — 9 місце
- 05. Шуст Ярина «Україна у нас одна» — 11 місце
- 06. Щегельський Назарій «Камяниця» — 5 місце
- 07. Галицька Ілона «Урок гламуру» — 1 місце
- 08. Дмитренко Валерія «Це кохання» — 6 місце
- 09. Марієтта «Футбол» — 4 місце
- 10. Петрик Вікторія «Загадковий світ» — 7 місце
- 11. Бородін Дмитро «Made in Ukraine» — 8 місце
- 12. Гросу Аліна «Арена» — 2 місце

### 2008 рік
За результатами проведення чвертьфіналу (15-16 серпня) та півфіналу (17 серпня) відібрано 12 фіналістів:
- 01. Група «КаприZ» — «Весела подорож» (Миколаїв)
- 02. Штіфель Рената — «Пісня врятує світ» (Ужгород)
- 03. Данилов Іван — «З драйвом по життю» (Чернівецька обл.)
- 04. Іванова Марієтта — «Крок» (Черкаси)
- 05. Бойко Юлія — «Зірка балету» (Рівненська обл.)
- 06. Андранік Алексанян — «Легенда про Жанну Д'арк» (Хмельницький)
- 07. Малаєва Єлизавета — «Ми з тобою» (Одеса)
- 08. Злата — «Карнавал дитинства» (Київ)
- 09. «Ukraine Boys» («UB») — «Ukraine Boys» (Донецьк, Київ)
- 10. Стасюк Марія — «Лялька» (Київ)
- 11. Кравченко Юрій — «Карпати» (Біла Церква)
- 12. Петрик Вікторія — «Матроси» (Одеська обл.)

### 2009 рік
14 травня 2009 року в Києві відбувся півфінал українського національного відбору. У фінал вийшли 15 виконавців.
- Бородін Дмитро (Донецьк)
- Андранік Алексанян (Хмельницький)
- Каращук Владислав (Київ)
- Катерина Куріцина (Київ)
- Даніела Якобчук (Закарпатська обл.)
- Ліза Малаєва (Одеса)
- Група «Каприз» (Миколаїв)
- Лі Нгуєн (Київ)
- Олександр Черненко (Одеса)
- Марина Лозінська (Київ)
- Валентина Данилюк (Чернівецька обл.)
- Катерина Панченко (Миколаїв)
- Анна Кудряшова (Біла Церква)
- Валерія та Анастасія Грошко (Київ)
- Карина Мазурик (Тернопільська обл.)

14 червня відбувся фінал відбору. За підсумками телефонного та sms-голосова був обраний представник України на Дитячому Євробаченні 2009. Ним став 11-річний Андранінк Алексанян з піснею «Три тополі, три сурми» («Три тополі, три сурми»).

### 2010 рік
- 01. Алісія Калашникова (14, Одеса) — «Сонце»
- 02. Роман Бендарскій (15, Київ) — «Єдина країна»
- 03. Тетяна Марковська (10, Київ) — «Ти співай!»
- 04. Лі (14, Київ) — «Сопілка» («Сопілка»)
- 05. Юлія Гурська (15, Вінниця) — «Мій літак»
- 06. Анна Приймак (13, Дніпрорудне) — «Дубравка»
- 07. Валентина Данилюк (12, село Шипинці (Чернівецька область) — «Три бажання»
- 08. Дует «Дядя Слава + Інна Річе» (Миколаїв) — «So happy»
- 09. Даніела Якобчук (11, Ужгород) — «Сонячна пісня»
- 10. Юрій Кравченко (13, Біла Церква) — «Велик»
- 11. Микита Іщенко (13, Київ) — «НЛО».
- 12. Вікторія Литвинчук (12, Городок) — «Зозуля»
- 13. Дмитро Бородін (13, Донецьк) — «Кібер мачо»
- 14. Христина Ткачук (11, Коломия) — «Шкільний автобус»

### 2011 рік
| Місце | Виконавець              | Вік   | Пісня                     | Бали |
| ----- | ----------------------- | ----- | ------------------------- | ---- |
| 1     | Kristall                | 11    | Європа                    | 20   |
| 2     | Вікторія Кобзар         | 13    | Чарівна ніч               | 15   |
| 3     | Марта Квочак            | 12    | пісня щастя               | 13   |
| 4     | «Красуньки»             | 10-12 | Ту-лу-ла                  | 10   |
| 5     | Тамара Логвінова        | 10    | Я кохаю тебе              | 9    |
| 5     | Христина Дутчак         | 12    | Ой, мольфар, Чародію!     | 9    |
| 5     | «Флешки»                | 12-13 | Все буде круто!           | 9    |
| 8     | Ольга Ковальська        | 12    | З Днем Народження!        | 8    |
| 9     | Діана Мірошниченко      | 15    | Гей за гори гей!          | 7    |
| 9     | Микола Задерей          | 13    | Україна грає в футбол     | 7    |
| 11    | Аманда Кьенг            | 12    | Хіп хоп                   | 6    |
| 12    | Анастасія Калинова      | 12    | Браво, браво, Містер Бонд | 5    |
| 13    | Антон Михайлюк          | 13    | Прокінтесь, люди          | 3    |
| 13    | Марія-Ніколетта Петрюк  | 10    | кольоровий Сонячно        | 3    |
| 15    | Анастасія Шевченко      | 10    | Чобіткі                   | 2    |
| 15    | Мар'яна Щербак          | 10    | Чудова подорож            | 2    |
| 15    | Карина Мазурик          | 12    | Морська зірка             | 2    |
| 15    | чи                      | 14    | діджей                    | 2    |
| 15    | Олена Насенкова         | 14    | Попелюшка                 | 2    |
| 15    | Дядя Слава та Інна Річі | 12-13 | Танці-шманці              | 2    |

### 2012 рік

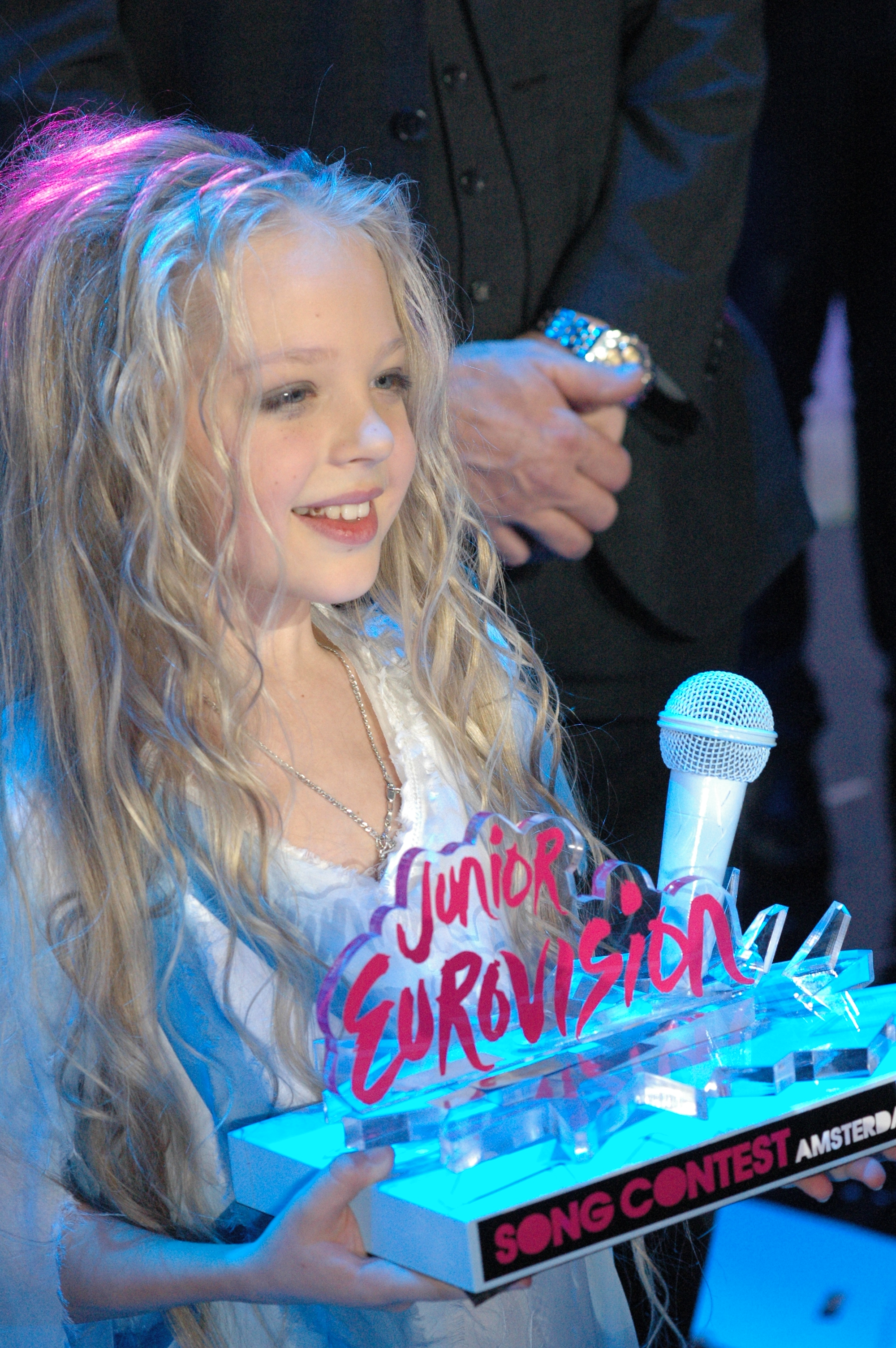
Анастасія Петрик. Переможниця Дитячого Євробачення 2012

Заявку на участь в національному відборі подали 56 юних виконавців. До фіналу був допущений 21 конкурсант. Також в Артек для участі в національному відборі були запрошені двоє спеціальних гостей — Ірина Цуканова та Іван Маснюк.
Фінал національного відбору відбувся 8 липня 2012 року в Артеку. Переможницею стала Анастасія Петрик з піснею «Небо».
Фінал національного відбору
| Місце | Виконавець             | Вік   | Пісня                              | Бали |
| ----- | ---------------------- | ----- | ---------------------------------- | ---- |
| 8     | Софія Тарасова         | 11    | Пазли                              | 19   |
| 15    | Дует «Радіосім'я»      | 11-12 | Радіосім'я                         | 12   |
| 5     | Тетяна Гулик           | 11    | Ой, заграй, Скрипаль молодесенькій | 22   |
| 1     | Анастасія Петрик       | 10    | Небо                               | 28   |
| 16    | Група «КаприZ-Juniors» | 10-12 | Космо-діти                         | 11   |
| 2     | Поліна Андрєєва        | 14    | Мрії у твоїх снах                  | 25   |
| 6     | Вікторія Кобзар        | 15    | Від серця до серця                 | 21   |
| 10    | Анастасія Барановська  | 14    | Ненька                             | 17   |
| 14    | Шоу-група «Аква-Brand» | 15    | Перше кохання                      | 13   |
| 4     | Микита Кіоссе          | 14    | Ікар                               | 23   |
| 9     | Ірина Ебралідзе        | 14    | Намалюй                            | 18   |
| 13    | Олена Гернега          | 13    | Щастя поруч                        | 14   |
| 12    | Анна Приймак           | 15    | Посміхнись                         | 15   |
| 19    | Анна Карташова         | 12    | Мій літак                          | 8    |
| 18    | Група «Експортайз»     | 12-13 | Вечірка                            | 9    |
| 17    | Тетяна Шевчук          | 13    | Рожеві окуляри                     | 10   |
| 20    | Інна Причепій          | 14    | Тобі                               | 7    |
| 11    | Соломія Катеринчук     | 13    | Мавка                              | 16   |
| 7     | Тетяна Миза            | 15    | Мій друг                           | 20   |
| 3     | Тетяна Марчук          | 13    | Давайте всі разом                  | 24   |
| 21    | Єлена Грегорі          | 14    | True Friend                        | 6    |

### 2013 рік

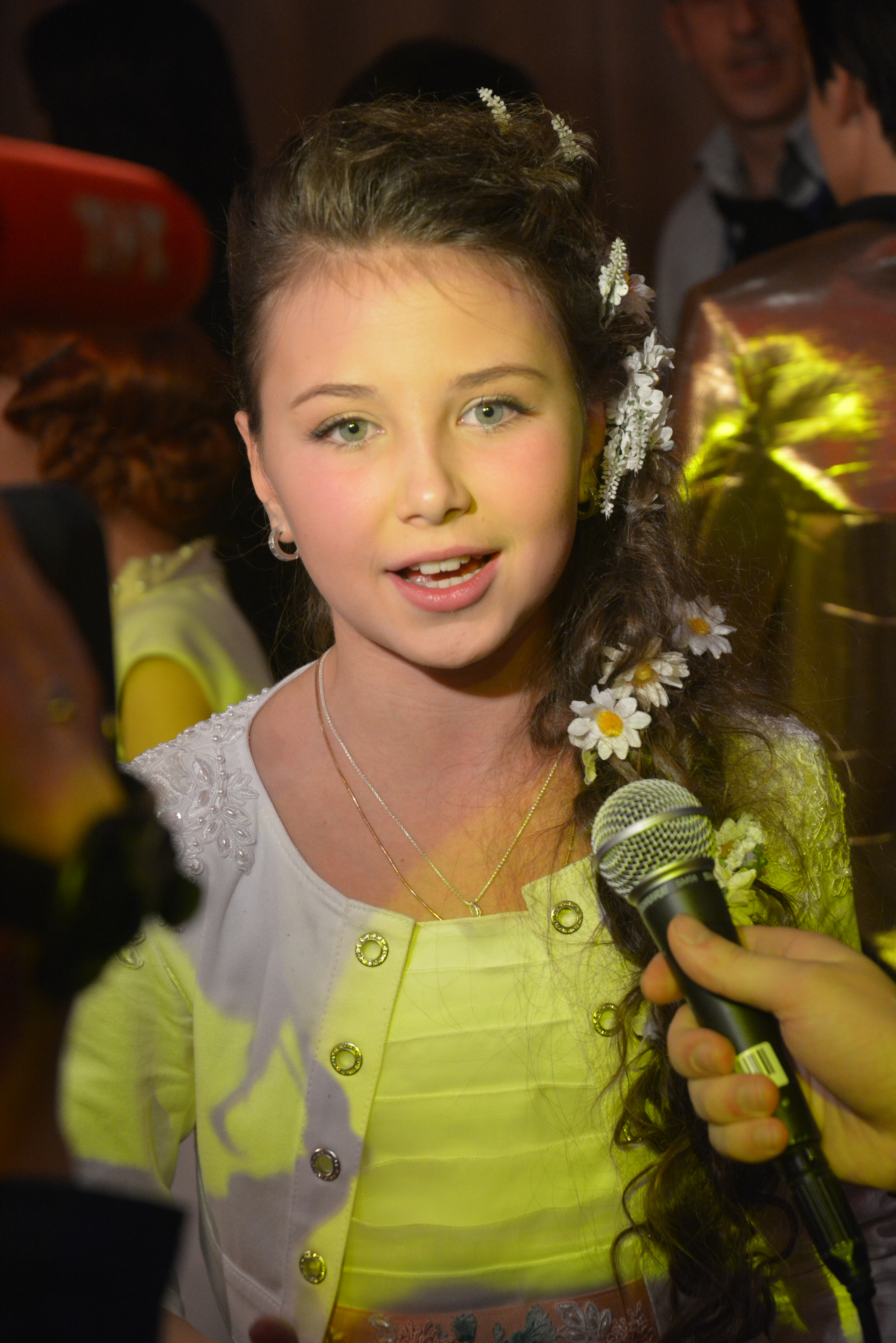
Софія Тарасова після прес-конференції переможців Дитячого Євробачення 2013

Національний відбір відбувся 2 серпня 2013 в Артеку.
| Місце | Виконавець          | Пісня                 | Бали |
| ----- | ------------------- | --------------------- | ---- |
| 2     | Поліна Андрєєва     | твоя земля            | 31   |
| 1     | Софія Тарасова      | We are one            | 31   |
| 5     | Інеса Грицаєнко     | Знаю                  | 30   |
| 14    | Христина Ткачук     | Ненька                | 21   |
| 19    | Ерік Саарян         | Ті кохай              | 16   |
| 18    | Дует «Радіосемья»   | Сонце, море й острови | 17   |
| 4     | Софія Куценко       | Розповідь             | 31   |
| 11    | Софія Куценко       | Ластівка              | 26   |
| 9     | Андрій Бойко        | Любов у кожному з нас | 28   |
| 8     | Анна Вагабова       | Happy Life            | 29   |
| 3     | Алім Хакимов        | Прості слова          | 31   |
| 7     | Кирило Соколов      | Дівчинка-щастя        | 30   |
| 12    | Яна Гурульова       | Ой, ти, вітре         | 26   |
| 17    | Група «Каприз»      | Пісня поєднає нас     | 19   |
| 15    | Тріо «Bon Appetite» | Техас                 | 21   |
| 13    | Група «Co.Mix»      | Чикаго                | 25   |
| 10    | Valeri              | Твій новий день       | 27   |
| 20    | Аделіна Логвиненко  | Гойя                  | 16   |
| 6     | Іванна Орлюк        | чекаю                 | 30   |
| 16    | Дмитро Лудан        | Засінай               | 20   |

### 2014 рік

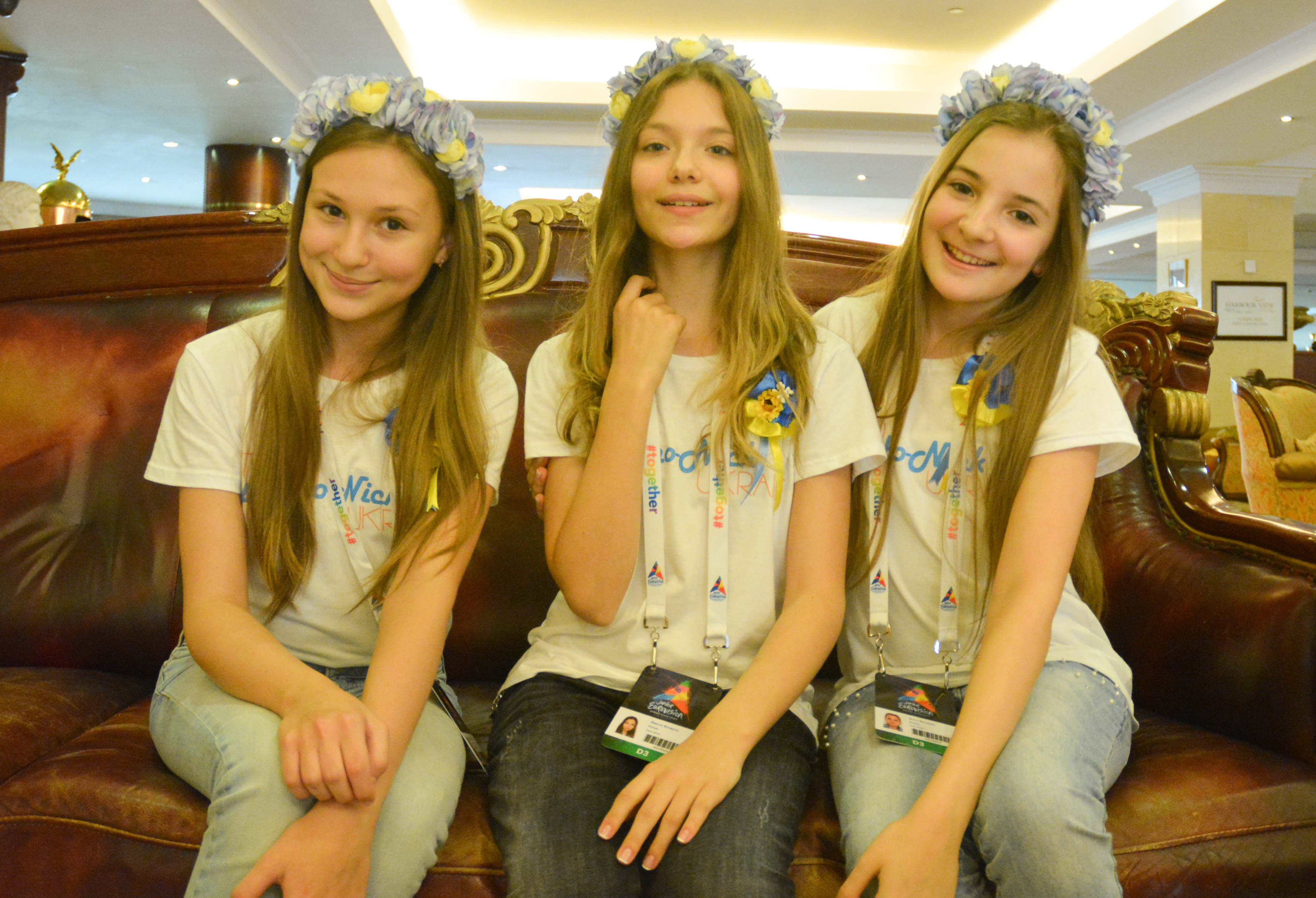
Тріо «Sympho-Nick» на інтерв'ю kidsmusic.info

Національний відбір відбувся 9 серпня 2014.
Фінал національного відбору 2014
- Дискваліфіковані Вокальний ансамбль «Забава» та Поліна Рижак.

| №  | Виконавець           | Пісня                 | Бали | Місце |
| -- | -------------------- | --------------------- | ---- | ----- |
| 01 | Анна Трінчер         | «Лиш небо все знає»   | 17   | 13    |
| 02 | Тріо «Зоряна капель» | «Оберіг»              | 8    | 17    |
| 03 | Анна Ліхота          | «Вогонь»              | 14   | 14    |
| 04 | Тріо «Fresh»         | «Ангели світла»       | 21   | 11    |
| 05 | Вероніка Ерохова     | «Ой не плач»          | 7    | 18    |
| 06 | Вікторія Святогор    | «Молюся за тебе»      | 27   | 5     |
| 07 | Дует «Double Smile»  | «Омріяна земля»       | 24   | 8     |
| 08 | Ярина Тарас          | «Моя Україно»         | 23   | 10    |
| 09 | Stasy MJ             | «Поверніть мою мрію»  | 26   | 6     |
| 10 | Денис Фролов         | «Сонце»               | 24   | 7     |
| 11 | Ніна і Вася Бойкова  | «Моя стихія»          | 33   | 2     |
| 12 | Тріо «Smile»         | «Up and Down»         | 33   | 3     |
| 13 | Софія Роль           | «В твоїх долонях все» | 27   | 4     |
| 14 | Єлизавета Задоя      | «Весна»               | 11   | 16    |
| 15 | Софія Яремова        | «We Are Ukraine»      | 12   | 15    |
| 16 | Марія Тарнавська     | «Дорога до любові»    | 23   | 9     |
| 17 | Тріо «Sympho-Nick»   | «Прийде весна»        | 36   | 1     |
| 18 | Юліана Василовська   | «Твій номер один»     | 18   | 12    |

### 2015 рік
Фінал національного відбору 2015
- Дискваліфікована Аліна Валуйська

| №  | Виконавець         | Пісня              | Бали | Місце |
| -- | ------------------ | ------------------ | ---- | ----- |
| 01 | VoiceLand          | «Дитинство»        | 6    | 14    |
| 02 | Анастасія Ткачук   | «Моя земля»        | 8    | 13    |
| 03 | Тріо «Fresh»       | «Живи на повну»    | 10   | 12    |
| 04 | Аліса Панчук       | «Співай»           | 14   | 11    |
| 05 | Катріна Ханна      | «Fly»              | 20   | 4     |
| 06 | Група «Zabava»     | «Лети»             | 18   | 6     |
| 07 | Ніна Бойкова       | «Розмалюй мої сни» | 19   | 5     |
| 08 | Марія Корогодська  | «У серці музика є» | 23   | 3     |
| 09 | Софія Добривечір   | «Ми Хочемо світу»  | 17   | 7     |
| 10 | Анна Трінчер       | «Почни з себе»     | 28   | 1     |
| 11 | Софія Яремова      | «Сальса»           | 16   | 8     |
| 12 | Ярина Тарас        | «Повір у чудеса»   | 15   | 9     |
| 13 | Назарій Стінянське | «Come-on»          | 14   | 10    |
| 14 | Вікторія Святогор  | «Сильна. Вільна»   | 23   | 2     |

Національний відбір відбувся 22 серпня 2015. Право представляти Україну на Дитячому пісенному конкурсі Євробачення 2015 отримала Анна Трінчер.

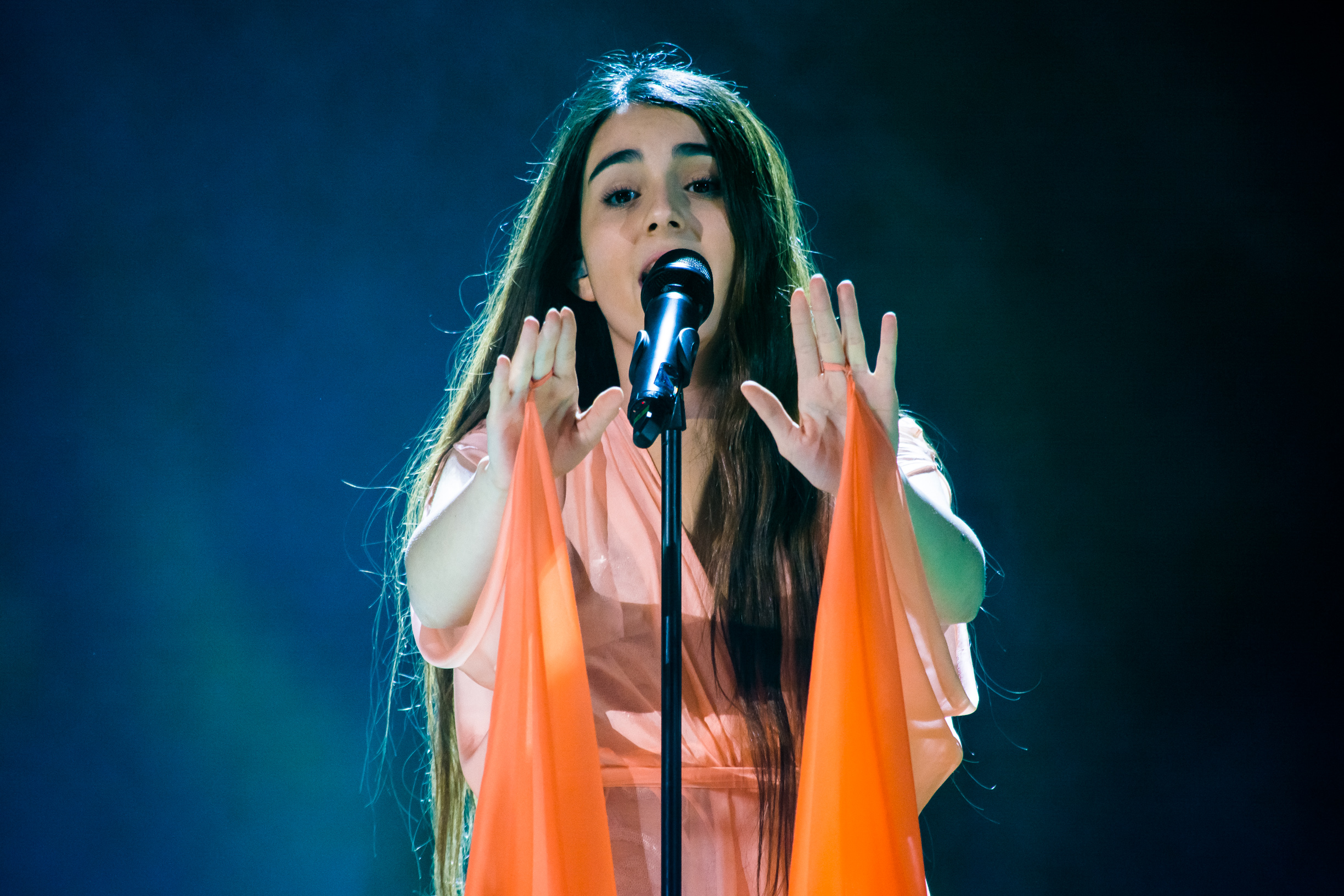
Анна Трінчер

### 2016 рік
Фінал національного відбору 2016
| №  | Виконавець                    | Пісня                      | Бали | Місце |
| -- | ----------------------------- | -------------------------- | ---- | ----- |
| 01 | VoiceLand                     | «Відчіні своє серце»       | 7    | 12    |
| 02 | Діана Сапожко                 | «Твій світ»                | 15   | 5     |
| 03 | Денис Родін                   | «Україна — мама моя»       | 15   | 4     |
| 04 | Юлія Радчук                   | «Моя зоря»                 | 8    | 10    |
| 05 | Денис Довірак і Наталя Садова | «Я чекаю досі твого листа» | 8    | 11    |
| 06 | Аліса Панчук                  | «Пій свої мрії»            | 10   | 8     |
| 07 | Поліна Дашкова                | «До Бога»                  | 10   | 9     |
| 08 | Анастасія Багінська           | «Мій світ»                 | 20   | 2     |
| 09 | Софія Лозина                  | «Угорський танок»          | 11   | 7     |
| 10 | Софія Роль                    | «Planet Craves for Love»   | 23   | 1     |
| 11 | Андрій Бойко                  | «Open Your Heart»          | 19   | 3     |
| 12 | Софія Шкідченко               | «Дольче Віта»              | 12   | 6     |

13 серпня в студії телеканалу «UA: Перший» пройшов півфінал національного відбору. За право вийти до фіналу змагалися 36 учасників з усіх областей України. З них до фіналу потрапили лише 12 виконавців. Національний відбір відбувся 10 вересня 2016. За сумою голосів журі та телеглядачів максимальну кількість балів набрала Софія Роль.

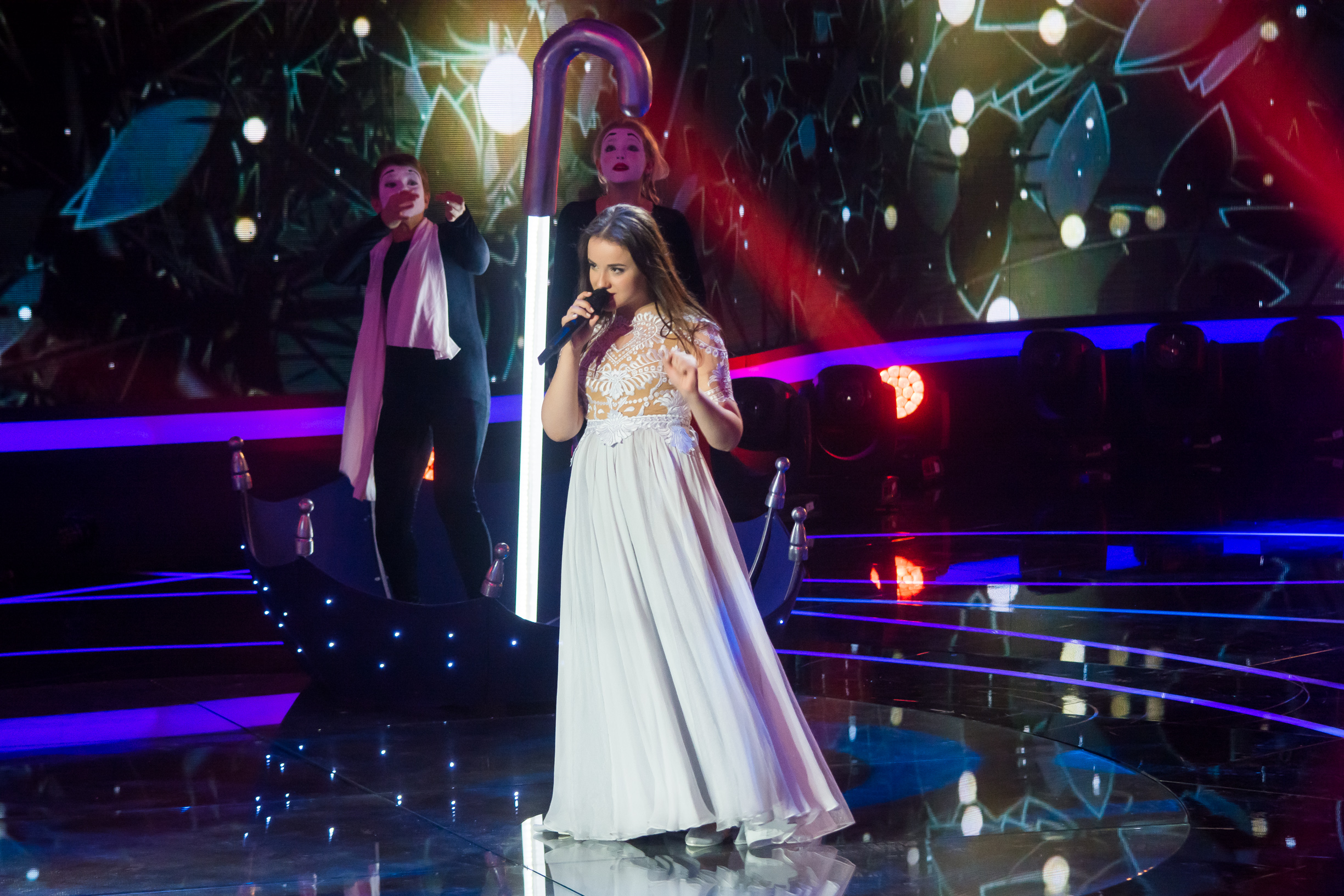
Софія Роль

### 2017 рік
| №  | Виконавець          | Пісня            | Бали | Місце |
| -- | ------------------- | ---------------- | ---- | ----- |
| 01 | Вероніка Коваленко  | «In My Dream»    | 13   | 5     |
| 02 | Полліанна Рижак     | «On Your Way»    | 4    | 10    |
| 03 | Гламурчик           | «Де ти і я»      | 13   | 3     |
| 04 | Софія Лозина        | «Я вірю»         | 10   | 7     |
| 05 | Софія Бондаренко    | «Музика душі»    | 12   | 6     |
| 06 | Анастасія Багінська | «Не зупиняй»     | 19   | 1     |
| 07 | Федір Скляренко     | «Давай, співай!» | 8    | 9     |
| 08 | Дарина Галицька     | «Янголи»         | 16   | 2     |
| 09 | Софія Шкідченко     | «Йо Де Лей»      | 9    | 8     |
| 10 | Ніна Бойкова        | «Dream Is Near»  | 13   | 4     |

25 серпня 2017 року за підсумками проведення фінального відбору, представником від України було обрано Анастасію Багінську.

### 2023 рік
| № | Учасник                       | Пісня           | Переклад      | Автор(и) пісні      | Результат у фіналі | Результат у фіналі | Результат у фіналі | Місце |
| № | Учасник                       | Пісня           | Переклад      | Автор(и) пісні      | Журі               | Глядачі            | Разом              | Місце |
| - | ----------------------------- | --------------- | ------------- | ------------------- | ------------------ | ------------------ | ------------------ | ----- |
| 1 | Поліна Бабій (Одеса)          | «Universe»      | «Всесвіт»     | Поліна Бабій        | 5                  | 3                  | 8                  | 2     |
| 2 | Анастасія Димид (Гошів)       | «Квітка»        | —             | Світлана Тарабарова | 4                  | 5                  | 9                  | 1     |
| 3 | Анастасія Бєлібова (Миколаїв) | «Сильна»        | —             | Анастасія Бєлібова  | 1                  | 4                  | 5                  | 3     |
| 4 | Денис Грищук (Нововолинськ)   | «Dance»         | «Танець»      | Світлана Тарабарова | 2                  | 1                  | 3                  | 5     |
| 5 | 3'beauties (Луцьк)            | «Power of Love» | «Сила любові» | Світлана Тарабарова | 3                  | 2                  | 5                  | 4     |

### 2024 рік
| №  | Виконавець         | Вік      | Місце проживання                                     | Пісня            | Бали     | Місце |
| -- | ------------------ | -------- | ---------------------------------------------------- | ---------------- | -------- | ----- |
| 01 | Ілля Коновченко    | 12 років | м. Харків / Швейцарія                                | «Spaceship»      | 4 (2+2)  | 5     |
| 02 | Анастасія Бєлібова | 13 років | м. Миколаїв / м. Южноукраїнськ, Миколаївська область | «Unbelievable»   | 8 (4+4)  | 3     |
| 03 | Вероніка Коган     | 11 років | Харківська область                                   | «Harmony»        | 6 (3+3)  | 4     |
| 04 | Злата Іванів       | 10 років | м. Одеса                                             | «Намисто»        | 11 (6+5) | 2     |
| 05 | Артем Котенко      | 12 років | м. Охтирка, Сумська область                          | «Дім»            | 11 (5+6) | 1     |
| 06 | Ангеліна Глогусь   | 12 років | м. Тернопіль                                         | «Плачуть янголи» | 2 (1+1)  | 6     |

## Як країна-господарка
| Рік  | Місто проведення | Місце проведення | Ведучі                           |
| ---- | ---------------- | ---------------- | -------------------------------- |
| 2009 | Київ             | Палац спорту     | Ані Лорак Тимур Мірошниченко     |
| 2013 | Київ             | Палац Україна    | Злата Огневич Тимур Мірошниченко |